# Hemilamprops cristatus
Hemilamprops cristatus är en kräftdjursart som först beskrevs av Georg Ossian Sars 1870.  Hemilamprops cristatus ingår i släktet Hemilamprops och familjen Lampropidae. Arten är reproducerande i Sverige. Inga underarter finns listade i Catalogue of Life.

## Bildgalleri

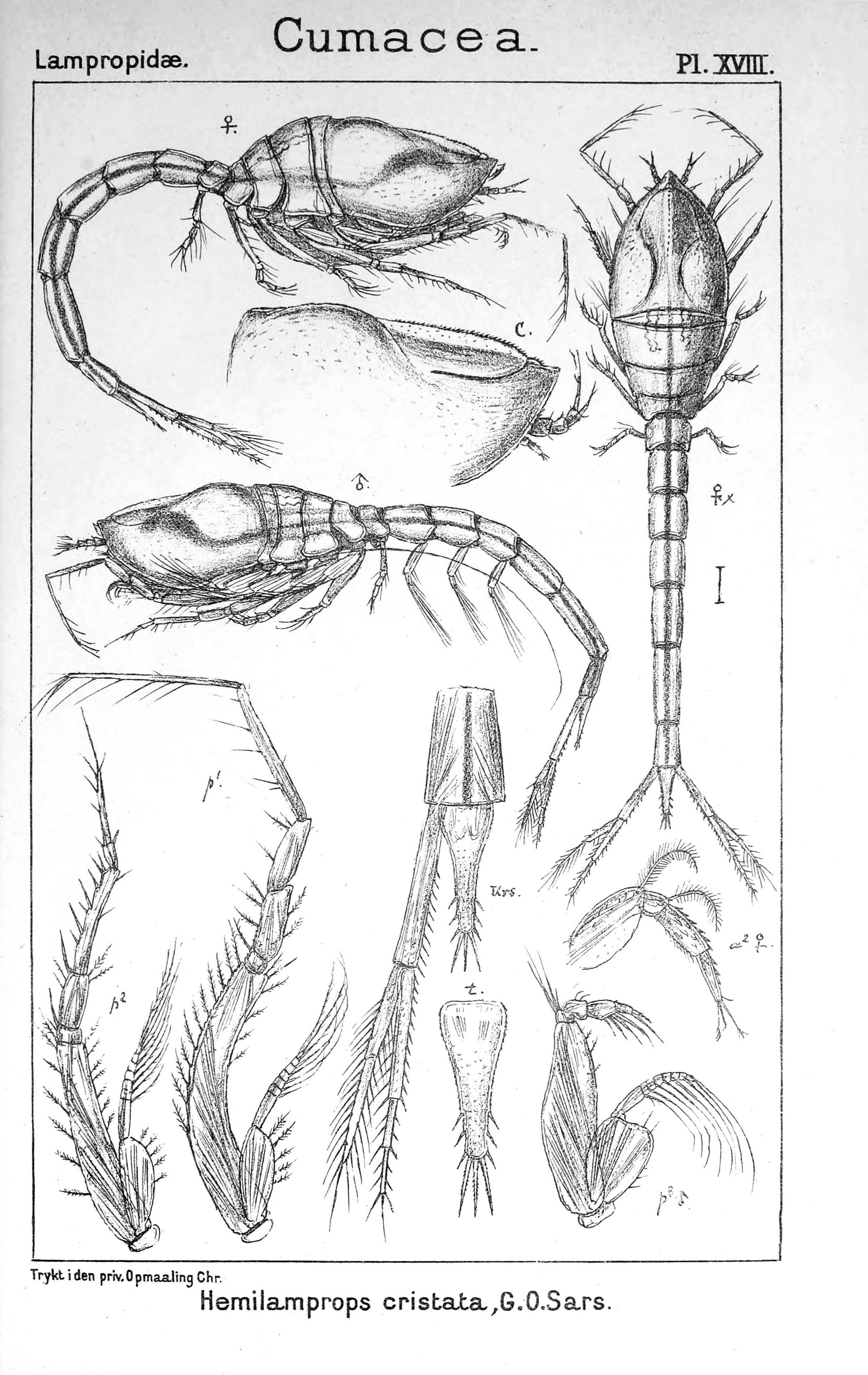